# Richard Griffith
Pour les articles homonymes, voir Griffith.
Sir Richard John Griffith (20 septembre 1784, Dublin - 22 septembre 1878, Dublin) est un géologue irlandais.

## Biographie
Il obtient en 1799 une commission dans l'artillerie royale irlandaise mais il se retire un an plus tard quand celle-ci est incorporée à l'artillerie britannique. Il étudie la chimie, la minéralogie et l'ingénierie minière pendant deux ans avec William Nicholson. Après cela il inspecte des mines en Angleterre, Écosse et Pays de Galles.
Tandis qu'il est en Cornouailles il découvre des minéraux de nickel et de cobalt dans des matériaux qui étaient considéré sans valeur. Il complète ses études avec, entre autres, Robert Jameson à Édimbourg. Il est élu membre de la Royal Society of Edinburgh en 1807 et de la toute nouvelle Geological Society of London en 1808. La même année il retourne en Irlande.
En 1809 il est engagé pour étudier la nature et l'étendue des marécages en Irlande et les moyens de les assainir. En 1812 il est élu professeur de géologie et d'ingénierie minière à Dublin. Durant les années suivantes il fait de nombreux relevés et rapports sur la minéralogie irlandaise ce qui fonde les bases de la première carte géologique de l'Irlande (1815). En 1822 Griffith devient ingénieur de travaux publics et participe à la restauration d'anciennes routes et à la création de nouvelles dans les comtés de Cork, Kerry et Limerick.
À partir de 1825 il effectue un relevé cartographique de l'Irlande en vue d'établir les limites des comtés, baronnies, paroisses et communes. Ce travail est fini en 1844. Il aide aussi à la préparation d'un loi sur l'estimation général de l'Irlande 
Ses travaux de cartographie et d'évaluation lui fournissent les matériaux nécessaires pour améliorer sa carte géologique d'Irlande dont la seconde édition parait en 1835 et la troisième à une échelle plus grande en 1839 qui sera révisé en 1855. Pour ce travail et autres services rendus à la science la Geological Society of London lui donne la médaille Wollaston en 1854. En 1858 il est fait baronnet. Il meurt à Dublin.

## Publications
- Outline of the Geology of Ireland 1838
- Notice respecting the Fossils of the Mountain Limestone of Ireland, as compared with those of Great Britain, and also with the Devonian System 1842
- A Synopsis of the Characters of the Carboniferous Limestone Fossils of Ireland 1844 (avec Frederick McCoy)
- A Synopsis of the Silurian Fossils of Ireland 1846 (avec Frederick McCoy)